# 8078 Керолджордан
8078 Керолджордан (8078 Carolejordan) — астероїд головного поясу, відкритий 6 вересня 1986 року.
Тіссеранів параметр щодо Юпітера — 3,477.